# 黒田龍二
黒田 龍二（くろだ りゅうじ、1955年 - ） は、日本の建築史学者。日本建築史専攻。神戸大学名誉教授。建築史学会賞、日本建築学会奨励賞、文部科学大臣表彰等受賞。

## 人物・経歴
三重県生まれ。名古屋工業大学工学部建築学科卒業。内藤昌に師事。関西大学大学院修了、工学修士。1986年神戸大学大学院自然科学研究科博士課程修了、学術博士、日本学術振興会特別研究員。1987年神戸大学工学部建築学科助手。2011年神戸大学大学院工学研究科教授。2020年定年退職、神戸大学名誉教授。
専門は日本建築史で、神社建築、寺院建築の研究などを行った。日本建築学会奨励賞、建築史学会賞、文部科学大臣表彰（地域文化功労者表彰）、兵庫県感謝状受賞。
元文化庁文化審議会文化財分科会第二専門調査会委員。伊丹市文化財審議委員会委員。元西宮市文化財審議会委員。三重県文化財保護審議会委員。元奈良県飛鳥宮跡活用検討委員会委員。元兵庫県文化財保護審議会委員。元滋賀県文化財保護審議会委員。元丹波篠山市篠山伝統的建造物群保存地区保存審議会委員。

## 著書
- 『中世寺社信仰の場』思文閣出版 1999年
- 『纒向から伊勢・出雲へ』学生社 2012年